# Newport Beach
Newport Beach je přístavní město ve Spojených státech amerických. Nachází se v okrese Orange County ve státě Kalifornie. Ve městě žije přibližně 85 tisíc obyvatel a jeho rozloha činí 137,1 km². Bylo založeno roku 1870. Je 103. nejlidnatějším městem v Kalifornii.
Sousedními obcemi sídla jsou Huntington Beach, Irvine, Costa Mesa a Laguna Beach. Město zároveň leží asi 64 kilometrů jihovýchodně od centra Los Angeles. Své sídlo zde mají společnosti inXile entertainment, Crave Entertainment, Shiny Entertainment, Chipotle Mexican Grill a Bellator MMA.

## Doprava
Městem prochází California State Route 55.

## Rodáci
- Howard Alden (* 1958) – americký jazzový kytarista
- Anton Newcombe (* 1967) – americký hudebník a producent
- Kelly McGillis (* 1957) – americká herečka
- Jonathan Klinsmann (* 1997) – americký fotbalista
- Stephen Colletti (* 1986) – americký herec
- Lewis Baltz (1945–2014) – americký fotograf
- Alexis Thorpe (* 1980) – americká herečka
- Aloe Blacc (* 1979) – americký zpěvák
- Taylor Dent (* 1981) – americký tenista
- Alexa Glatchová (* 1989) – americká tenistka
- Carsten Ball (* 1987) – australský tenista
- Ted McGinley (* 1958) – americký herec
- Leo Howard (* 1997) – americký herec

## Partnerská města
- Juan-les-Pins, Francie
- Antibes, Francie
- Cabo San Lucas, Mexiko
- Okazaki, Japonsko
- Josu, Jižní Korea